# Herrarnas C-2 1000 meter i kanotsport vid olympiska sommarspelen 1972
Herrarnas C-2 1000 meter vid olympiska sommarspelen 1972 hölls i Västtyskland. 

## Medaljörer
| Gren            | Guld                                        | Silver                                    | Brons                                  |
| C-2, 1000 meter | Sovjetunionen Vladas Česiūnas Jurij Lobanov | Rumänien Ivan Patzaichin Serghei Covaliov | Bulgarien Fedia Damianov Ivan Burtchin |

## Resultat

### Heat
| Heat 1 |                                             |         |    |
| 1.     | Vladas Česiūnas och Jurij Lobanov (URS)     | 4:07,73 | QS |
| 2.     | Peter Hofmann och Hermann Glaser (FRG)      | 4:08,89 | QS |
| 3.     | John Wood och Scott Lee (CAN)               | 4:12,35 | QS |
| 4.     | Juan Martínez och Felipe Ojeda (MEX)        | 4:13,94 | QR |
| 5.     | Jan Żukowski och Andrzej Gronowicz (POL)    | 4:27,94 | QR |
| 6.     | Alain Acart och Gérald Delacroix (FRA)      | 4:30,78 | QR |
| 7.     | Mitsuhide Hata och Mitsuo Nakanishi (JPN)   | 4:34,13 | QR |
| 8.     | Daniel Sedji och Mathieu Koffi M'Broh (CIV) | 4:38,91 | QR |
| Heat 2 |                                             |         |    |
| 1.     | Ivan Patzaichin och Serghei Covaliov (ROU)  | 4:09,21 | QS |
| 2.     | Dirk Weise och Dieter Lichtenberg (GDR)     | 4:12,95 | QS |
| 3.     | Fedia Damianov och Ivan Burtchin (BUL)      | 4:14,47 | QS |
| 4.     | Berndt Lindelöf och Erik Zeidiltz (SWE)     | 4:14,67 | QR |
| 5.     | Miklós Darvas och Péter Povázsay (HUN)      | 4:14,69 | QR |
| 6.     | Roland Muhlen och Andreas Weigand (USA)     | 4:16,50 | QR |
| 7.     | Petr Mokrý och Karel Scheder (TCH)          | 4:31,21 | QR |
| 8.     | Lennart Mathiassen och Søren Boysen (DEN)   | 4:39,50 | QR |

### Återkval
| Återkval 1 |                                             |         |    |
| 1.         | Miklós Darvas och Péter Povázsay (HUN)      | 3:54,79 | QS |
| 2.         | Petr Mokrý och Karel Scheder (TCH)          | 3:56,19 | QS |
| 3.         | Juan Martínez och Felipe Ojeda (MEX)        | 3:58,20 | QS |
| 4.         | Alain Acart och Gérald Delacroix (FRA)      | 3:58,24 |    |
| 5.         | Daniel Sedji och Mathieu Koffi M'Broh (CIV) | 4:25,59 |    |
| Återkval 2 |                                             |         |    |
| 1.         | Berndt Lindelöf och Erik Zeidiltz (SWE)     | 4:01,42 | QS |
| 2.         | Roland Muhlen och Andreas Weigand (USA)     | 4:02,01 | QS |
| 3.         | Jan Żukowski och Andrzej Gronowicz (POL)    | 4:05,42 | QS |
| 4.         | Lennart Mathiassen och Søren Boysen (DEN)   | 4:26,30 |    |
| 5.         | Mitsuhide Hata och Mitsuo Nakanishi (JPN)   | 4:10,14 |    |

### Semifinaler
| Semifinal 1 |                                            |         |    |
| 1.          | Vladas Česiūnas och Jurij Lobanov (URS)    | 3:51,96 | QF |
| 2.          | Berndt Lindelöf och Erik Zeidlitz (SWE)    | 3:52,47 | QF |
| 3.          | Fedia Damianov och Ivan Burtchin (BUL)     | 3:53,72 | QF |
| 4.          | Juan Martínez och Felipe Ojeda (MEX)       | 3:56,71 |    |
| Semifinal 2 |                                            |         |    |
| 1.          | Ivan Patzaichin och Serghei Covaliov (ROU) | 3:51,43 | QF |
| 2.          | Roland Muhlen och Andreas Weigand (USA)    | 3:52,25 | QF |
| 3.          | Petr Mokrý och Karel Scheder (TCH)         | 3:53,15 | QF |
| 4.          | John Wood och Scott Lee (CAN)              | 4:02,67 |    |
| Semifinal 3 |                                            |         |    |
| 1.          | Dirk Weise och Dieter Lichtenberg (GDR)    | 3:52,66 | QF |
| 2.          | Peter Hoffmann och Hermann Glaser (FRG)    | 3:53,54 | QF |
| 3.          | Miklós Darvas och Péter Povázsay (HUN)     | 3:59,73 | QF |
| 4.          | Jan Żukowski och Andrzej Gronowicz (POL)   | 4:01,40 |    |

### Final
| Gold   | Vladas Česiūnas och Jurij Lobanov (URS)    | 3:52,60 |
| Silver | Ivan Patzaichin och Serghei Covaliov (ROU) | 3:52,63 |
| Bronze | Fedia Damianov och Ivan Burtchin (BUL)     | 3:58,10 |
| 4.     | Peter Hofmann och Hermann Glaser (FRG)     | 3:59,24 |
| 5.     | Miklós Darvas och Péter Povázsay (HUN)     | 4:00,42 |
| 6.     | Roland Muhlen och Andreas Weigand (USA)    | 4:01,28 |
| 7.     | Dirk Weise och Dieter Lichtenberg (GDR)    | 4:01,50 |
| 8.     | Berndt Lindelöf och Erik Zeidlitz (SWE)    | 4:01,60 |
| 9.     | Petr Mokrý och Karel Scheder (TCH)         | 4:02,05 |